# كولين نولان
كولين نولان (بالإنجليزية: Coleen Nolan)‏ هي مغنية ومقدمة تلفزيونية بريطانية، ولدت في 12 مارس 1965 في بلاكبول في المملكة المتحدة.

## وصلات خارجية
- الموقع الرسمي
- كولين نولان على موقع IMDb (الإنجليزية)
- كولين نولان على موقع أول ميوزيك (الإنجليزية)
- كولين نولان على موقع ديسكوغز (الإنجليزية)
- كولين نولان على موقع قاعدة بيانات الفيلم (الإنجليزية)
- كولين نولان على موقع كينوبويسك (الروسية)